# Liste des entraîneurs du Lightning de Tampa Bay
Le Lightning de Tampa Bay est une franchise de la Ligue nationale de hockey depuis l'expansion de la Ligue en 1992.

Cette page répertorie le personnel d'entraîneurs de l'équipe depuis cette première saison.

## Personnel d'entraîneurs par saison
| Saison    | Entraîneur-chef                                          | Entraîneurs-assistants                                | Entraîneur des gardiens |
| --------- | -------------------------------------------------------- | ----------------------------------------------------- | ----------------------- |
| 1992-1993 | Terrance Crisp (en)                                      | Wayne Cashman                                         |                         |
| 1993-1994 | Terrance Crisp                                           | Wayne Cashman Danny Gare                              |                         |
| 1994-1995 | Terrance Crisp                                           | Wayne Cashman Danny Gare                              |                         |
| 1995-1996 | Terrance Crisp                                           | Wayne Cashman                                         |                         |
| 1996-1997 | Terrance Crisp                                           | Dave MacQueen                                         |                         |
| 1997-1998 | Terrance Crisp Rick Paterson (Ad-Interim) Jacques Demers | Dave MacQueen Rick Paterson Chris Reichart            |                         |
| 1998-1999 | Jacques Demers                                           | Paulin Bordeleau John Cullen Rick Paterson            |                         |
| 1999-2000 | Stephen Ludzik (en)                                      | John Cullen Bradley Shaw John Torchetti               |                         |
| 2000-2001 | Stephen Ludzik John Tortorella                           | John Torchetti John Tortorella                        |                         |
| 2001-2002 | John Tortorella                                          | Craig Ramsay                                          | Jeff Reese              |
| 2002-2003 | John Tortorella                                          | Craig Ramsay                                          | Jeff Reese              |
| 2003-2004 | John Tortorella                                          | Craig Ramsay                                          | Jeff Reese              |
| 2004-2005 | John Tortorella                                          | Craig Ramsay                                          | Jeff Reese              |
| 2005-2006 | John Tortorella                                          | Craig Ramsay Jeff Reese                               | Corey Schwab            |
| 2006-2007 | John Tortorella                                          | Craig Ramsay Jeff Reese                               | Corey Schwab            |
| 2007-2008 | John Tortorella                                          | Jeff Reese Michael Sullivan                           | Corey Schwab            |
| 2008-2009 | Barry Melrose (en) Richard Tocchet                       | Michael Sullivan Richard Tocchet Wesley Walz          | Robert Raeder           |
| 2009-2010 | Richard Tocchet                                          | Jim Johnson Adam Oates Wesley Walz Rick Wilson        | Robert Raeder           |
| 2010-2011 | Guy Boucher                                              | Wayne Fleming Daniel Lacroix Martin Raymond           |                         |
| 2011-2012 | Guy Boucher                                              | Wayne Fleming Daniel Lacroix Martin Raymond           | Frantz Jean             |
| 2012-2013 | Guy Boucher Jon Cooper                                   | Daniel Lacroix Martin Raymond Steve Thomas            | Frantz Jean             |
| 2013-2014 | Jon Cooper                                               | Richard Bowness George Gwozdecky Steve Thomas         | Frantz Jean             |
| 2014-2015 | Jon Cooper                                               | Richard Bowness George Gwozdecky Steve Thomas         | Frantz Jean             |
| 2015-2016 | Jon Cooper                                               | Richard Bowness Brad Lauer Steve Thomas               | Frantz Jean             |
| 2016-2017 | Jon Cooper                                               | Richard Bowness Brad Lauer Todd Richards Steve Thomas | Frantz Jean             |
| 2017-2018 | Jon Cooper                                               | Richard Bowness Brad Lauer Todd Richards              | Frantz Jean             |
| 2018-2019 | Jon Cooper                                               | Jeff Halpern Derek Lalonde Todd Richards              | Frantz Jean             |
| 2019-2020 | Jon Cooper                                               | Jeff Halpern Derek Lalonde Todd Richards              | Frantz Jean             |
| 2020-2021 | Jon Cooper                                               | Jeff Halpern Derek Lalonde Rob Zettler                | Frantz Jean             |
| 2021-2022 | Jon Cooper                                               | Jeff Halpern Derek Lalonde Rob Zettler                | Frantz Jean             |